# Quedlinburger Annalen

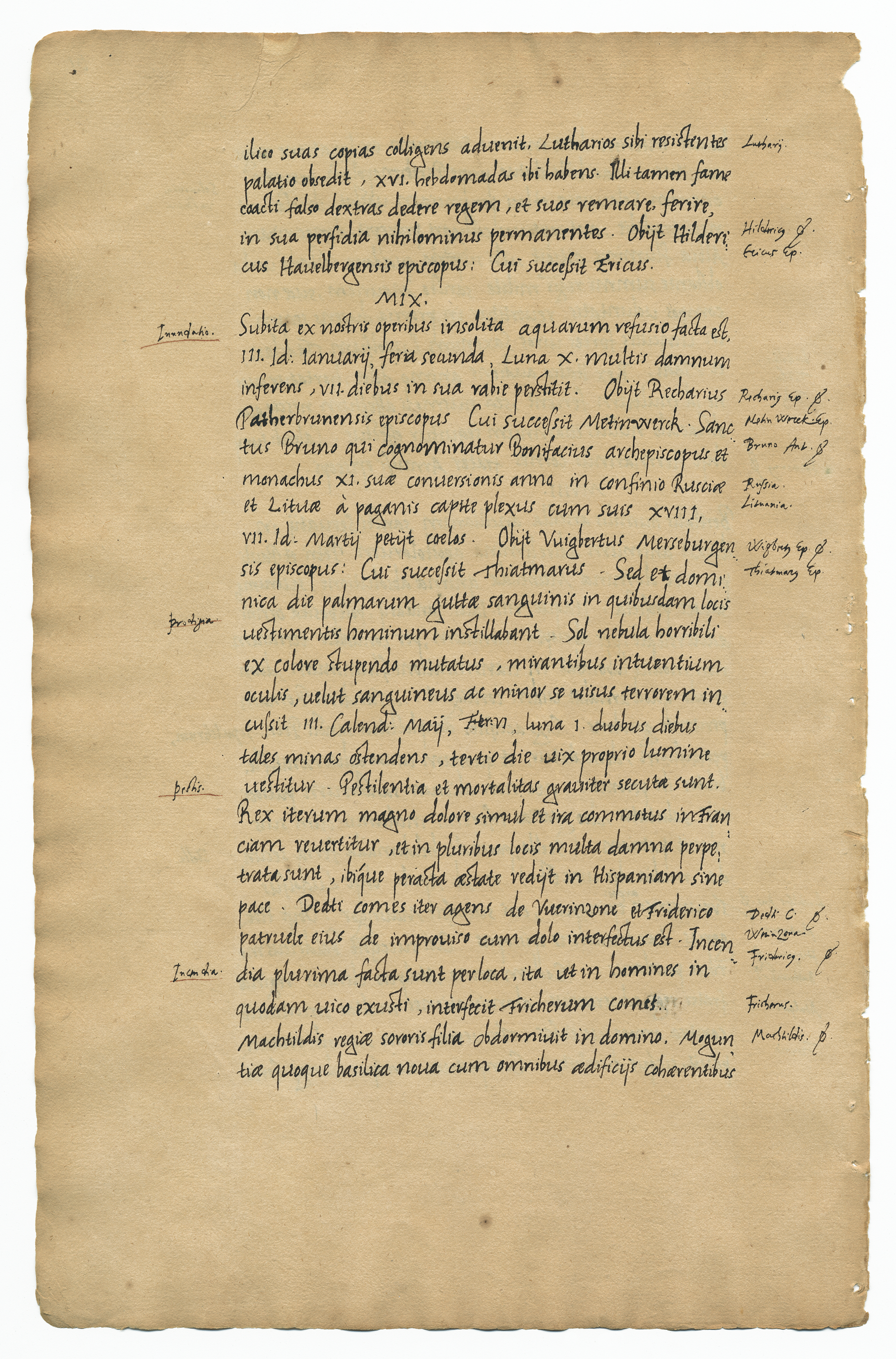
SLUB, Mscr.Dresd.Q.133,Nr.4, Blatt 31 verso aus den Quedlinburger Annalen mit dem Jahresbericht zum Jahr 1009

Die Quedlinburger Annalen oder Annales Quedlinburgenses sind Annalen aus dem 11. Jahrhundert, die als herausragende Quelle für die Zeit der Ottonen gelten und nur in einer einzigen Abschrift aus dem 16. Jahrhundert überliefert sind. Das Stück ist Teil einer Dresdner Sammelhandschrift, die auf den Wittenberger Professor Petrus Albinus (1543–1598) zurückgeht. Die darin als 4. Stück eingebundene Abschrift entstand auf Initiative des Humanisten Georg Fabricius (1516–1571). Die Erstausgabe besorgte Gottfried Wilhelm Leibniz 1710 unter dem Titel „Chronicon Saxonicum Quedlinburgense“ im Rahmen der Scriptores rerum Brunsvicensium. Eine lange Zeit maßgebliche Ausgabe wurde im Jahr 1839 als Annales Quedlinburgenses von Georg Heinrich Pertz im dritten Band der Scriptores-Reihe der Monumenta Germaniae Historica (MGH) veröffentlicht. Eine kommentierte Edition von Martina Giese erschien 2004 als 72. Band der Reihe „Scriptores rerum Germanicarum“ der MGH.

## Entstehungsort
Die Abfassung der Quedlinburger Annalen im Frauenstift Quedlinburg, einem Memorialzentrum der liudolfingischen Herrscherfamilie, dem persönlichen Umfeld der Kaiser und anderer wichtiger Entscheidungsträger des 11. Jahrhunderts unterliegt keinem Zweifel. Schon nach dem Tod Heinrichs I. im Jahr 936 erweiterte dessen Sohn Otto I. die Pfalz um ein Frauenstift, dem seine Mutter, Königin Mathilde, 30 Jahre lang vorstand. Dieses diente der Sicherung des Totengedächtnisses am Grab des dort bestatteten Königs Heinrich I. Das Frauenstift, den Töchtern des höheren Adels vorbehalten, stieg zu einem der bedeutendsten geistlichen Zentren der Ottonenzeit auf.

## Abfassungszeit
Die Annales Quedlinburgenses behandeln Ereignisse von der Erschaffung der Welt bis in das Jahr 1025. Bis zum Jahr 1002 ist der Text weitgehend von nachweisbaren Vorlagen abhängig. Die Abhängigkeit scheint bis in das Jahr 1007 geführt. Ab dem Jahreseintrag zu 1008 werden die Texte länger und eigenständiger, ab 1016 wieder retrospektiv. Die Dresdner Abschrift bricht beim Jahresbericht zu 1025 mitten im Satz ab. Schwesterquellen und abgeleitete Texte belegen, dass die Annalen ursprünglich noch mindestens bis in das Jahr 1030 gereicht haben dürften. In den Jahrberichten zu 1029 und 1030 sind in anderen Quellen, unter anderen in der Reichschronik des Annalista Saxo, in den Magdeburger Annalen und in der Magdeburger Schöppenchronik Fragmente des verlorenen Teils der Annales Quedlinburgenses erhalten.

## Textlücken
Die Dresdner Sammelschrift, Dresdner Codex genannt, die einzige uns überlieferte Handschrift aus dem 16. Jahrhundert, enthält mehrere Textlücken. Jedoch bietet die relativ umfangreiche Verwendung der Quedlinburger Annalen im Mittelalter die Grundlage für eine Rekonstruktion der beträchtlichen Textlücken von 873 bis 909 und 961 bis 983. Im Vordergrund stehen sowohl die Schwesterquellen, als auch die Töchterquellen dieser Zeiträume, unter anderem die Chronik von Thietmar von Merseburg, das Chronicon Wirziburgense, die Halberstädter Bischofschronik, der Annalista Saxo, die Annales Magdeburgenses sowie die Magdeburger Schöppenchronik.

## Inhalt
Die Annales Quedlinburgenses setzen sich aus zwei Teilen zusammen: die Weltchronik, die sich auf die Annales Hersfeldenses und Annales Hildesheimenses maiores stützt, und der analytische Schluss.
Im Zentrum der Erzählung stehen vier Schwerpunkte:
1. Biblischer Ursprung, Expansion und Erfolg des christlichen Glaubens,
2. Abstammung und Geschichte des sächsischen Geschlechts,
3. Familiengeschichte der Liudolfinger und
4. Lokalgeschichte von Quedlinburg.[9]

Im Abschnitt der Weltchronik finden sich viele sagenhafte Elemente und teils grobe Ungenauigkeiten, beispielsweise dass für den Hunnenkönig Attila († 453) 532 als Todesjahr angegeben wird. Für dieses Jahr wird auch der Regierungsantritt Theuderichs I. genannt, der aber schon 511 erfolgte. Ähnlich verhält es sich mit den ausführlicheren sächsischen Helden- und Herkunftserzählungen. Eine angebliche Beteiligung von Sachsen an der Unterwerfung des Thüringerreiches wird ebenfalls erwähnt. Diese Beteiligung wird heute allerdings für sehr unwahrscheinlich gehalten.
Ab dem 10. Jahrhundert steht die Familiengeschichte der Ottonen wesentlich im Vordergrund. Die Berichte dieser Zeit beziehen sich vor allem auf die Frauen der ottonischen Herrschaft: Königin Mathilde, Kaiserin Adelheid, Kaiserin Theophanu sowie auf die beiden Quedlinburger Äbtissinnen Mathilde und Adelheid. Der Bericht über die Weihe des Quedlinburger Kirchenbaus im Jahr 1021 bildet gleichsam einen Höhepunkt des Werkes. Er wurde besonders ausführlich gestaltet und enthält viele baugeschichtlich relevante Details.

## Ausgaben
- Georg Heinrich Pertz u. a. (Hrsg.): Scriptores (in Folio) 3: Annales, chronica et historiae aevi Saxonici. Hannover 1839, S. 22–90 (Monumenta Germaniae Historica, Digitalisat)
- Martina Giese: Die Annales Quedlinburgenses (= Monumenta Germaniae Historica, Scriptores rerum germanicarum in usum  scholarum separatim editi. Bd. 72.). Hahn, Hannover 2004, ISBN 3-7752-5472-2 (Zugleich: München, Universität, Dissertation, 1999) (Digitalisat)
  - Besprechungen der Ausgabe von Martina Giese von Massimiliano Bassetti in: Medioevo Latino 26 (2005), S. 55; Philippe Bauss in: Analecta Bollandiana 125 (2007), S. 224; John W. Bernhardt in: Early Medieval Europe 13 (2005), S. 424 f.; Enno Bünz in: Neues Archiv für sächsische Geschichte 78 (2007), S. 373 f.; Philippe Depreux in: Revue de l‘Institut français d‘histoire en Allemagne (1. Januar 2005 online); Caspar Ehlers in: Concilium medii aevi 9 (2006), S. 1017–1019 (online); Bernd Feicke in: Harz-Zeitschrift 57 (2005), S. 168 f.; Amalie Fößel in: Zeitschrift für Geschichtswissenschaft 55, 2 (2007), S. 184–186; Julian Führer in: H-Soz-u-Kult in: H-Soz-Kult, 2. August 2005 (online); Michèle Gaillard in: Francia 34 (2008), S. 298 f. (online); Sean Gilsdorf in: Journal of Ecclesiastical History 57, 3 (2006), S. 570 f.; Sophie Glansdorff in: Revue Belge de Philologie et d’Histoire 85 (2007), S. 912–915; André Joris in: Le Moyen Âge 221 (2005), S. 124 f.; Ludger Körntgen in: sehepunkte 7 (2007), Nr. 3 [15. März 2007], online; Wolfgang Christian Schneider in: Historische Zeitschrift 281 (2005), S. 440 f.; Hans K. Schulze in: Quedlinburger Annalen 9 (2006), S. 115–120; Hartmut Hoffmann: Zu den Annales Quedlinburgenses. In: Sachsen und Anhalt. Jahrbuch der Historischen Kommission für Sachsen-Anhalt 27 (2015), S. 139–178.

## Übersetzungen und Forschungsliteratur
Von 1998 bis 2009 wurden von Hans K. Schulze jahrweise die Einträge der Quedlinburger Annalen übersetzt und kommentiert.
- Hans K. Schulze: Eine unheilige Allianz: was die Quedlinburger Annalen zum Jahr 1003 berichten und was sie verschweigen – das Osterfest in Quedlinburg und das Bündnis Heinrichs II. mit den heidnischen Slawen. In: Quedlinburger Annalen 6 (2003), S. 6–13.
- Hans K. Schulze: Zwischen Pavia, Prag und Bautzen: Italienzug und Polenkriege: was die Quedlinburger Annalen und Thietmar von Merseburg zum Jahr 1004 berichten. In: Quedlinburger Annalen 7/2004 (2004), S. 6–16.
- Hans K. Schulze: Polenkrieg, heidnische Kampfgefährten und ein fragwürdiger Friede: das Jahr 1005 in den Quedlinburger Annalen und der Chronik Thietmars von Merseburg. In: Quedlinburger Annalen 8 (2005), S. 6–9.
- Hans K. Schulze: Ein gescheiterter Feldzug und ein harter Richter: das jahr 1006 in den Quedlinburger Annalen und der Chronik Thietmars von Merseburg. In: Quedlinburger Annalen 9 (2006), S. 6–8.
- Hans K. Schulze: Brun von Querfurt und die Ostmission: was die Quedlinburger Annalen und Thietmar von Merseburg über die Ereignisse des Jahres 1009 berichten. In: Quedlinburger Annalen 12 (2009), S. 6–14.